# Arquitetura neorromânica

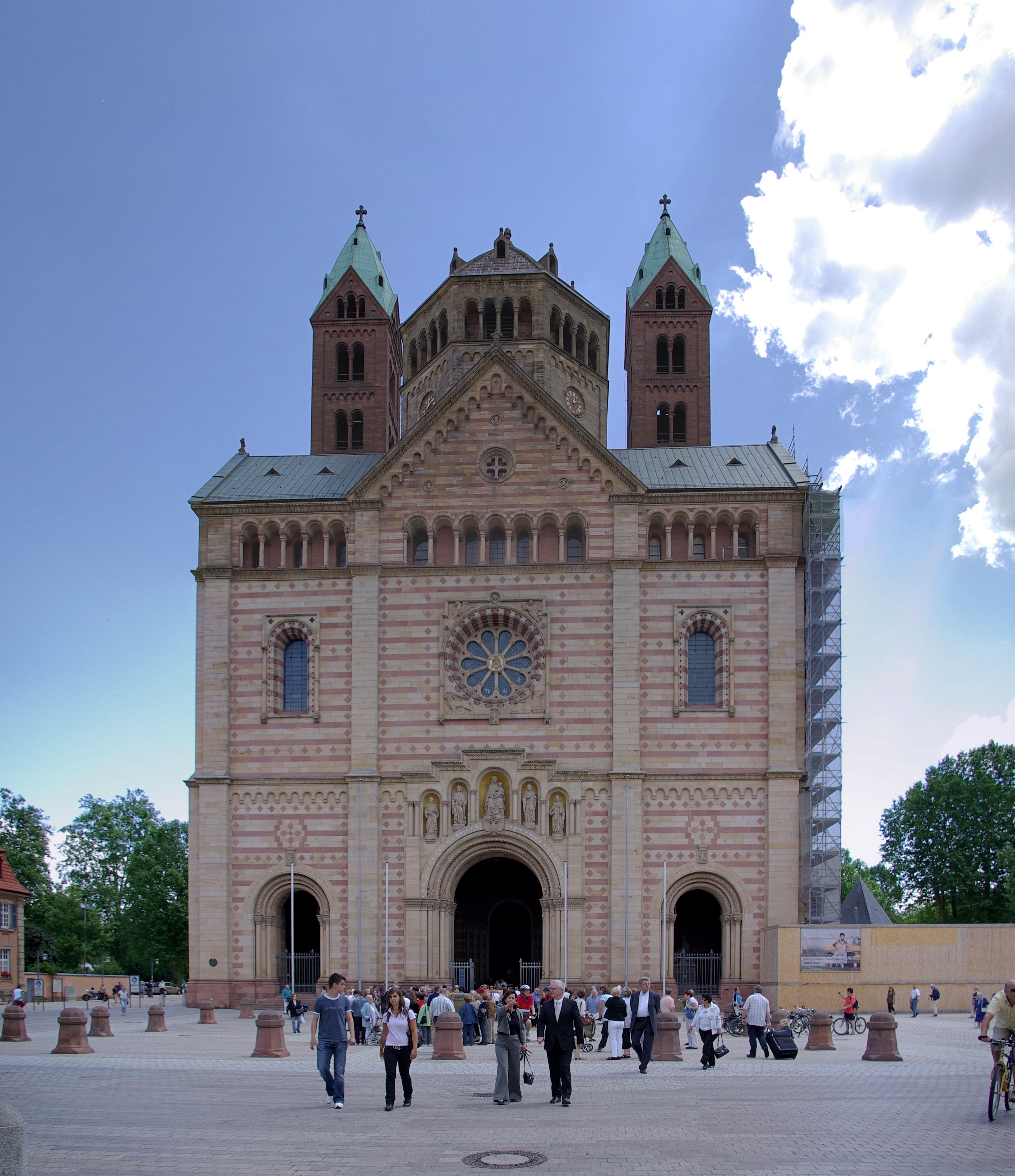
Fachada neorromânica da Catedral de Speyer, Alemanha.

O neorromânico (pré-AO 1990: neo-românico) ou revivalismo românico é um estilo arquitetónico revivalista que surgiu no século XIX e existiu até às primeiras décadas do século XX. Baseia-se na reinterpretação do estilo românico, vigente entre os séculos XI e XIII durante a Idade Média europeia. 
O estilo neorromânico espalhou-se por toda a Europa, de onde passou às Américas. Foi particularmente utilizado em edifícios religiosos, mas seu uso em edifícios civis também foi comum. Na Alemanha chegou a ter o status de estilo nacionalista por excelência, sendo muito empregado ao longo da segunda metade do século XIX. Nos Estados Unidos foi um dos estilos preferidos para edifícios públicos como prefeituras e campi universitários.
Como em outros revivalismos arquitetónicos, o neorromânico muitas vezes se resumiu à decoração geral dos edifícios, sem influenciar as plantas arquitetónicas. Também foi frequente a mistura entre o neorromânico e o neogótico - os dois estilos medievais por excelência - num mesmo edifício. Devido a semelhanças estilísticas, também foi comum a mistura com o estilo bizantino, como na Basílica de Sacré Cœur em Paris, França.
O neorromânico foi também o estilo empregado no restauro de edifícios medievais por toda a Europa. Um exemplo é a fachada da Catedral de Speyer, na Alemanha, reconstruída em estilo neorromânico em meados do século XIX. Em Portugal, foram "re-romanizados" muitos castelos e igrejas na primeira metade do século XX.
São características do estilo neorromânico: edificações de tijolos ou pedra monocromática, abundância de arcos plenos sobre os vãos (portas e janelas) e também com fins decorativos, torres poligonais nas laterais das fachadas com telhados de formas diversas.

## Galeria

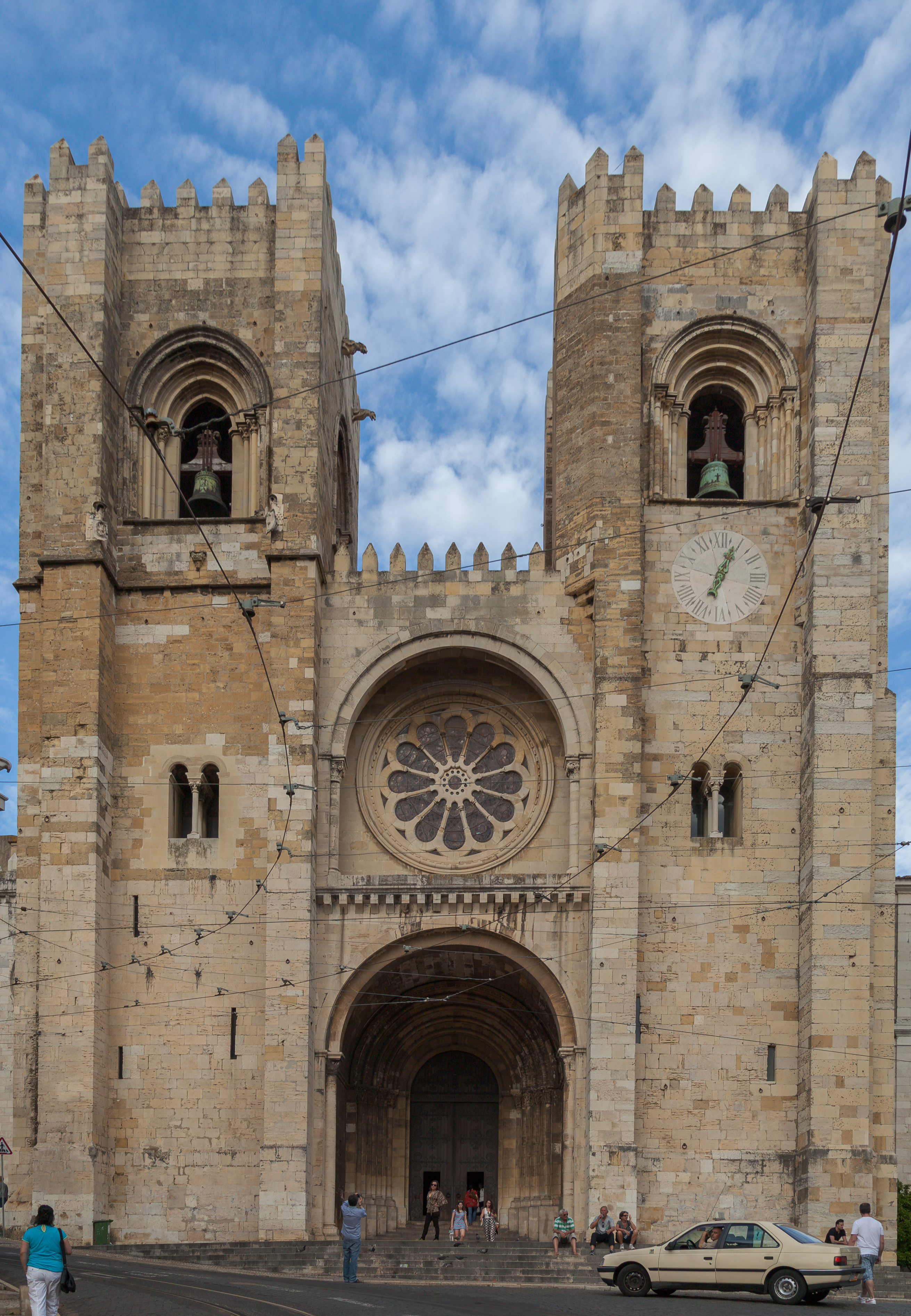
Fachada da Sé de Lisboa (1895), Lisboa, Portugal
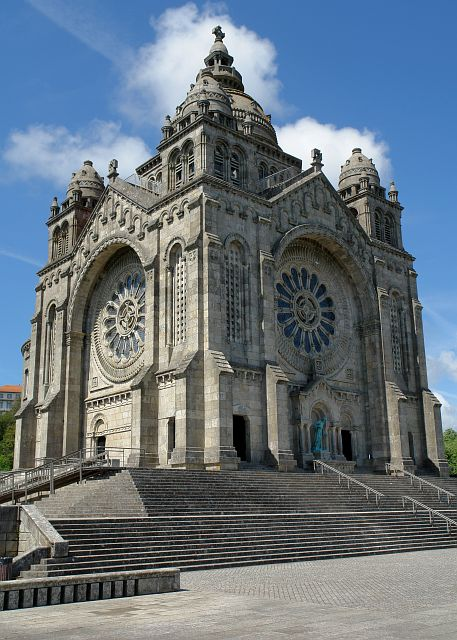
Igreja de Santa Luzia (1903-1926), Viana do Castelo, Portugal
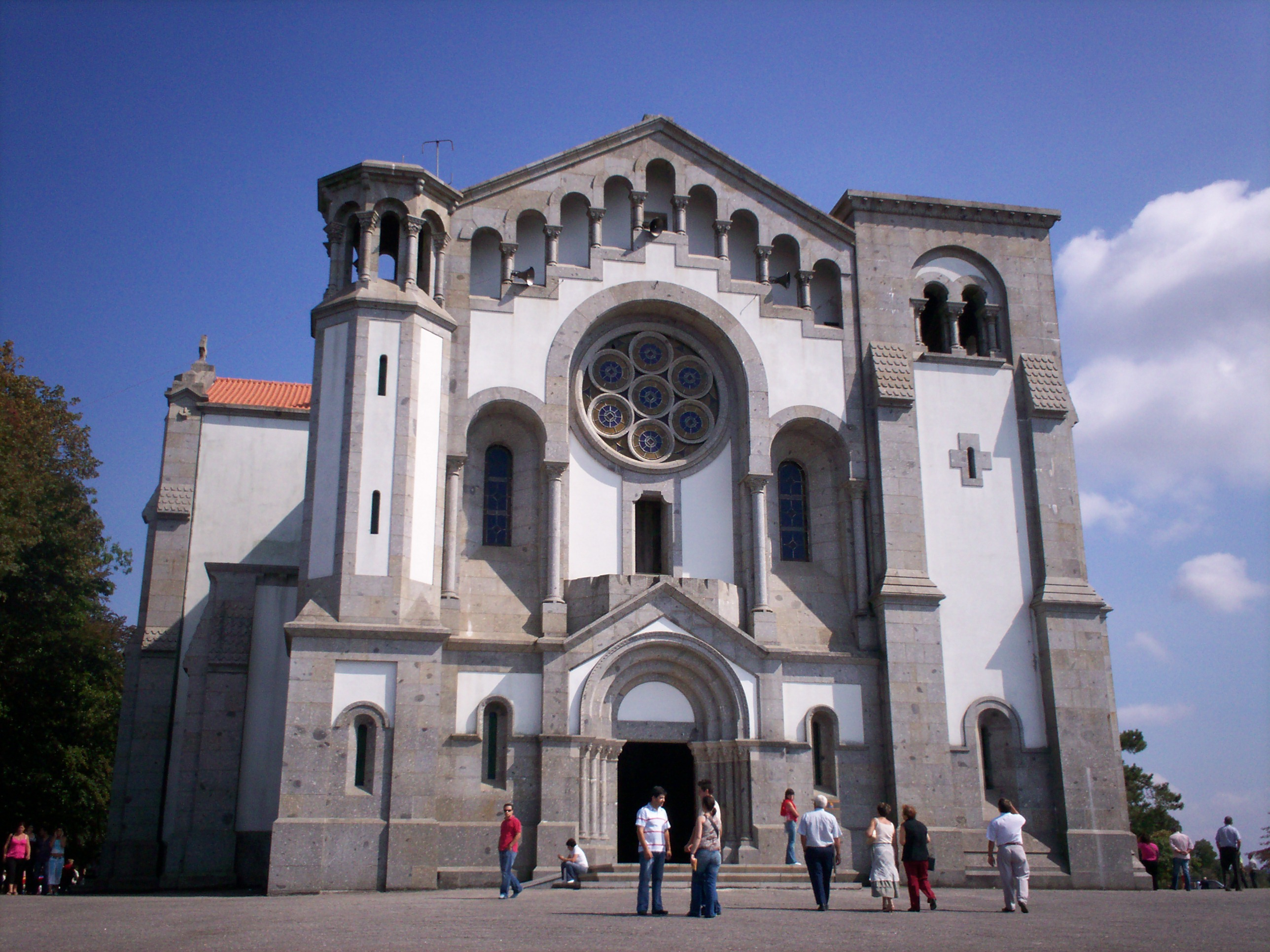
Santuário de Nossa Senhora da Assunção (1929), Santo Tirso, Portugal
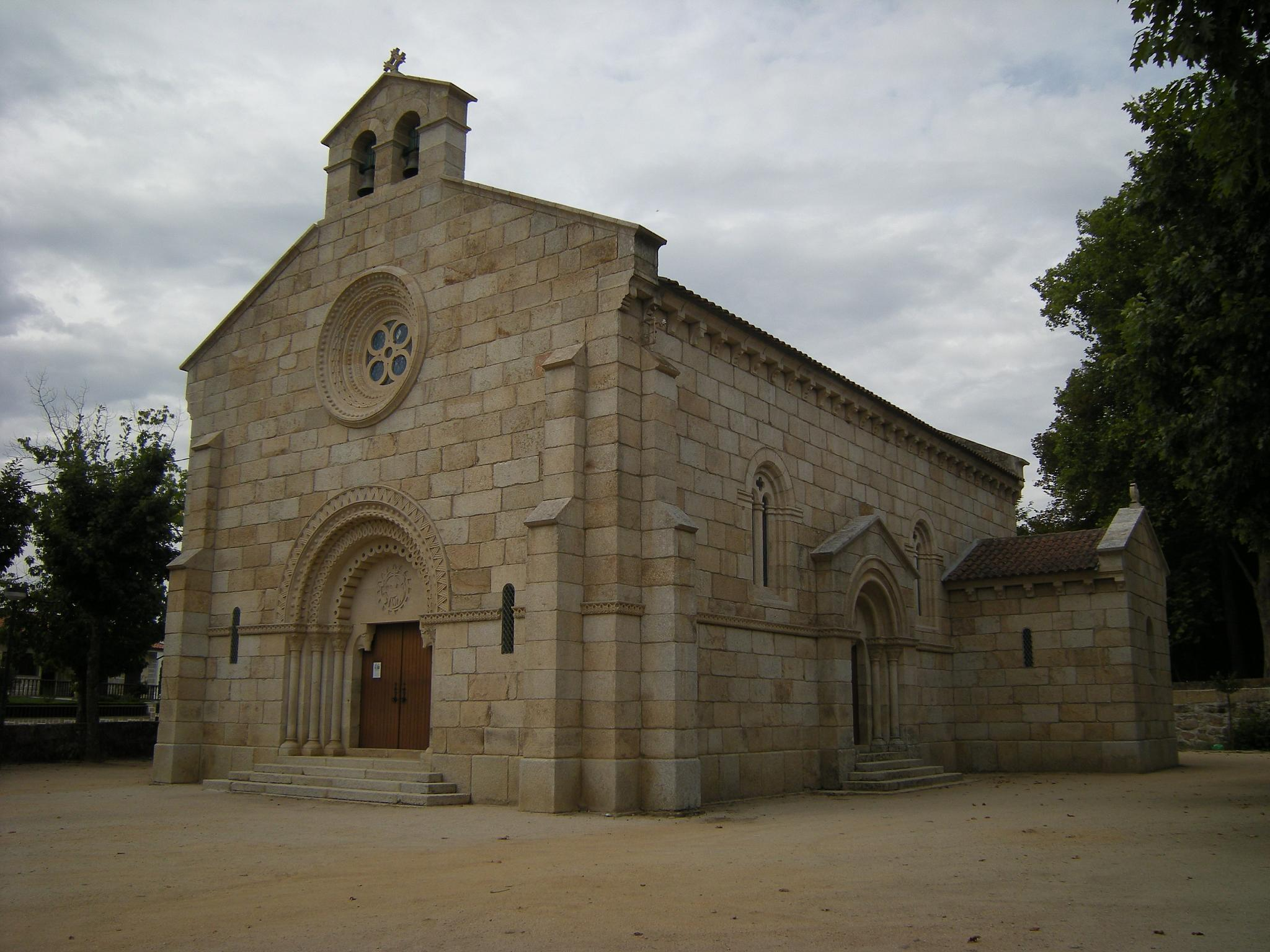
Igreja paroquial de Vidago (1936), Chaves, Portugal
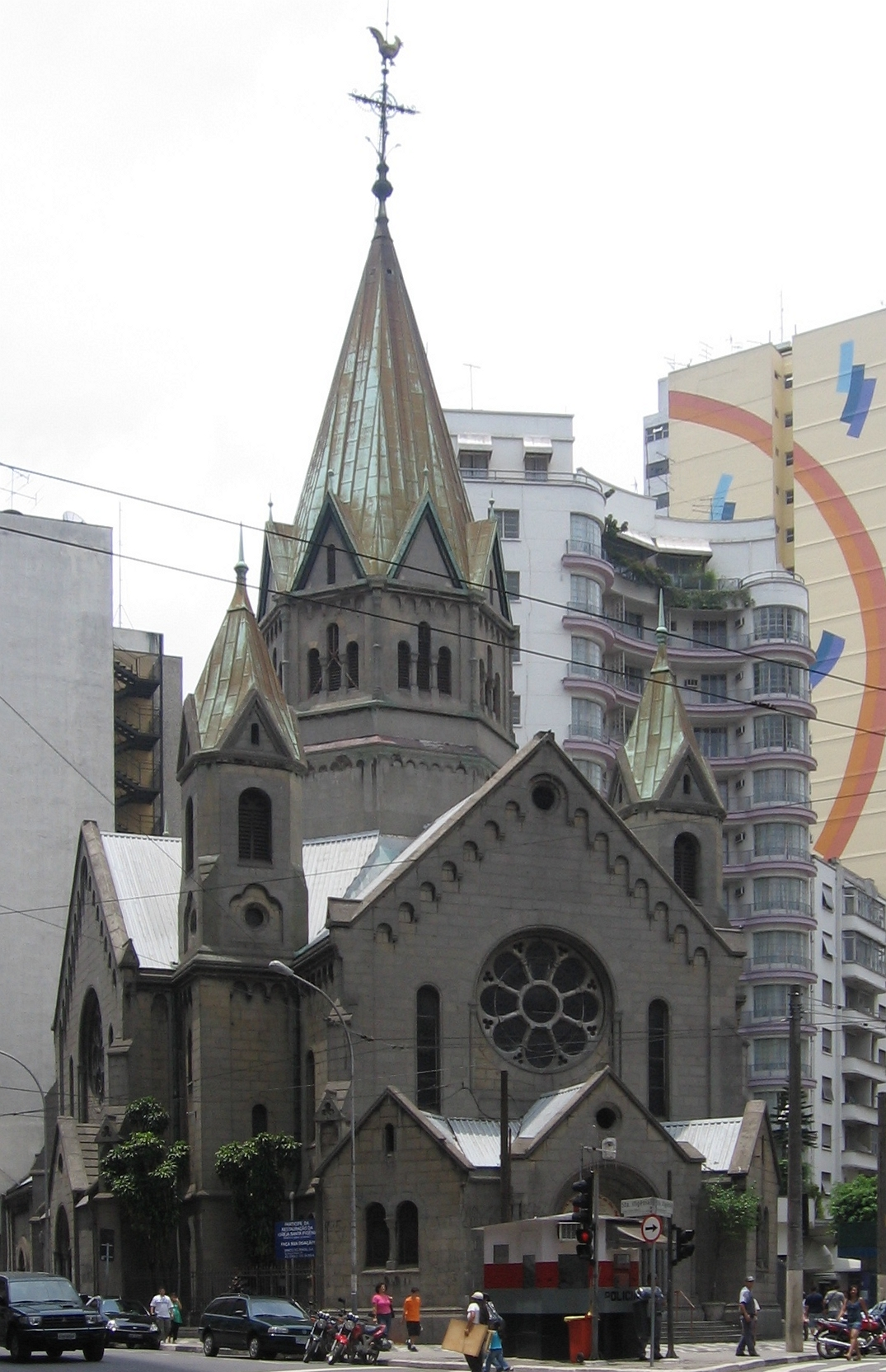
Igreja de Santa Ifigênia (1904-13), São Paulo, Brasil
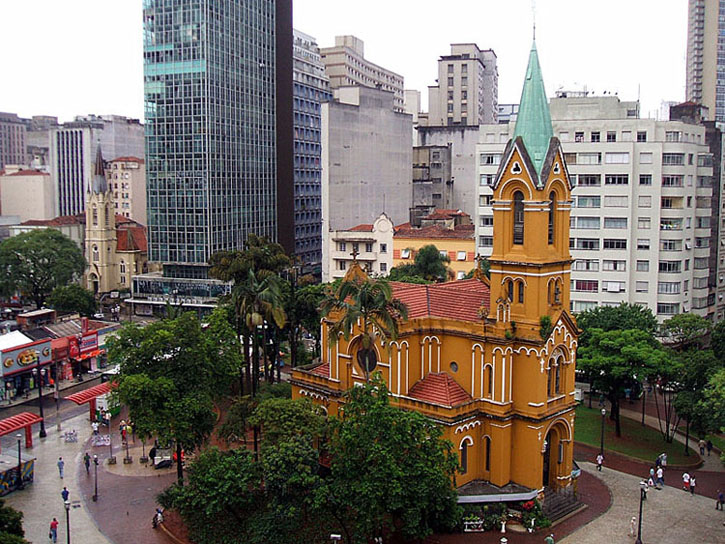
Igreja de N. S. do Rosário dos Homens Pretos (1904-1906), São Paulo, Brasil
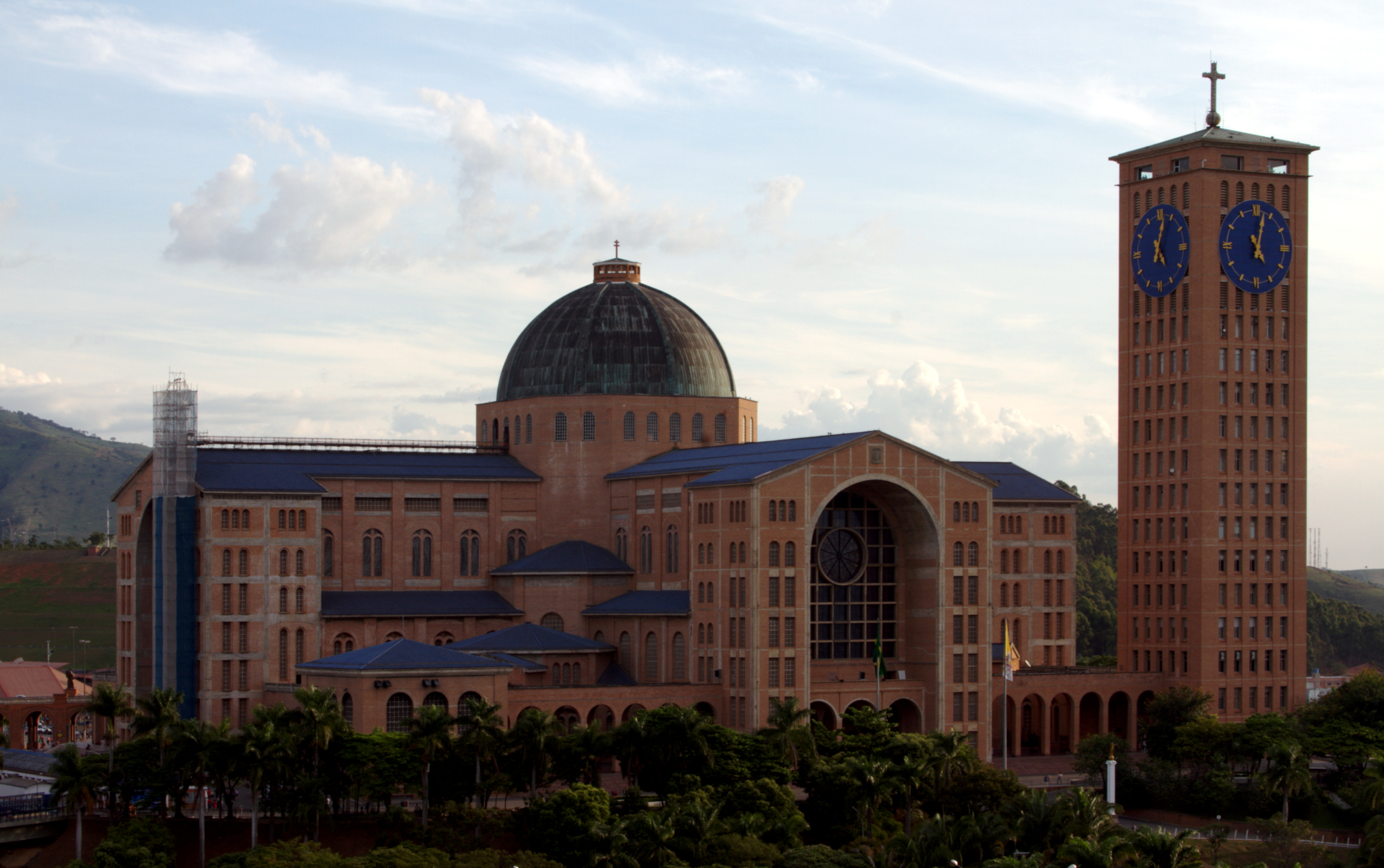
Basílica de Nossa Senhora Aparecida, em Aparecida (São Paulo)
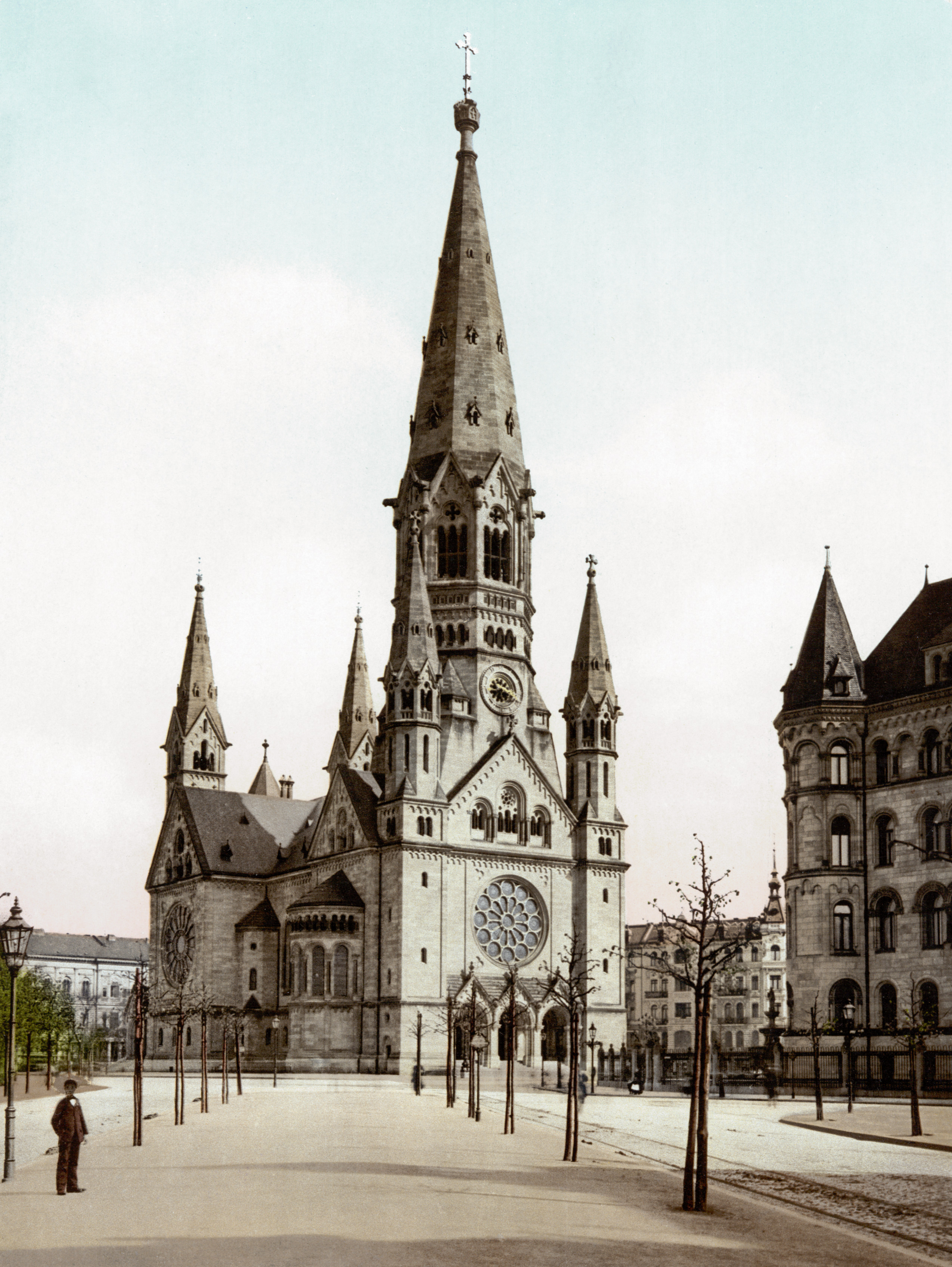
Igreja do Imperador Guilherme (1891-95, atualmente em ruínas) em Berlim, Alemanha
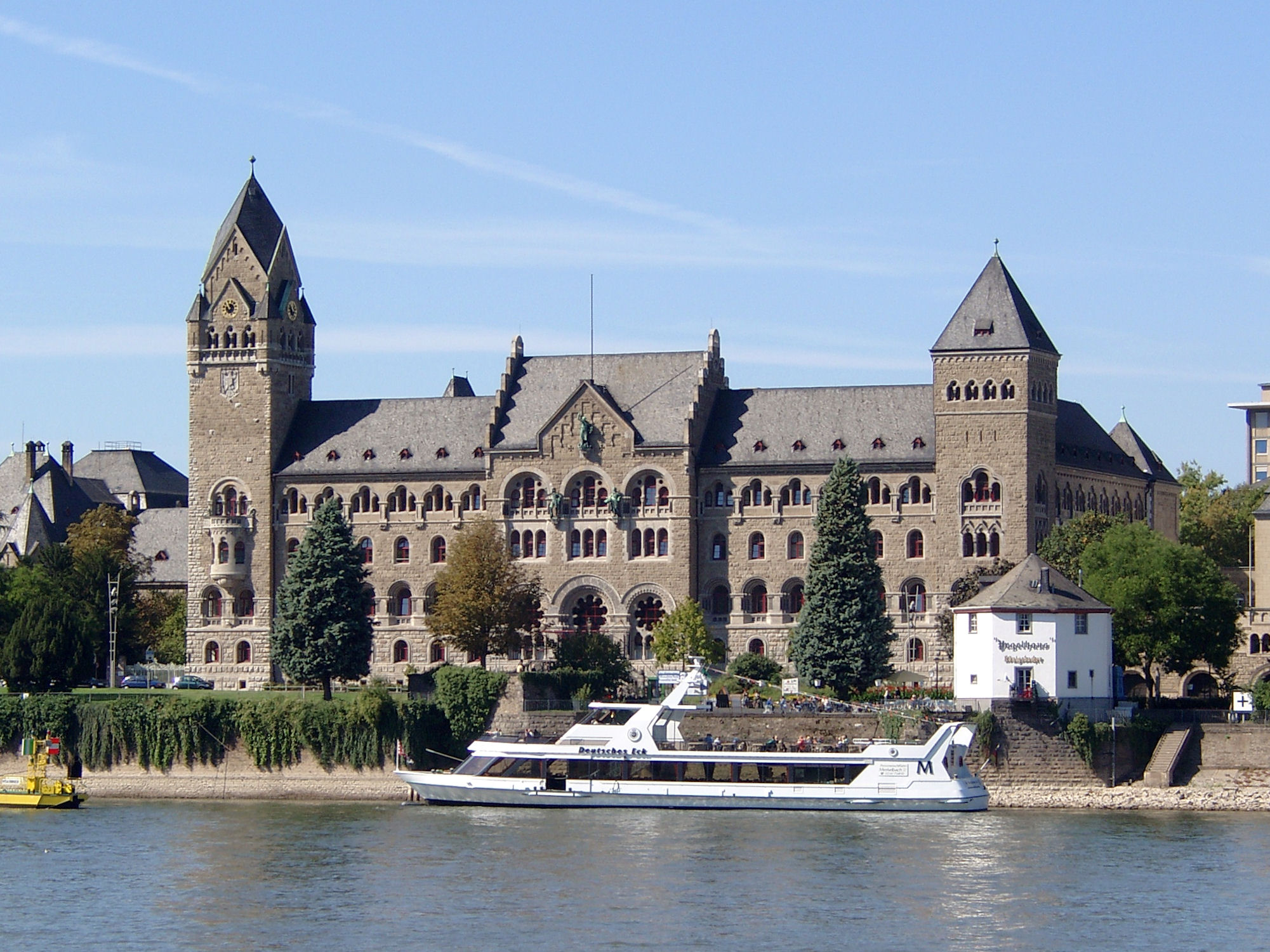
Governo provincial em Coblença, Alemanha
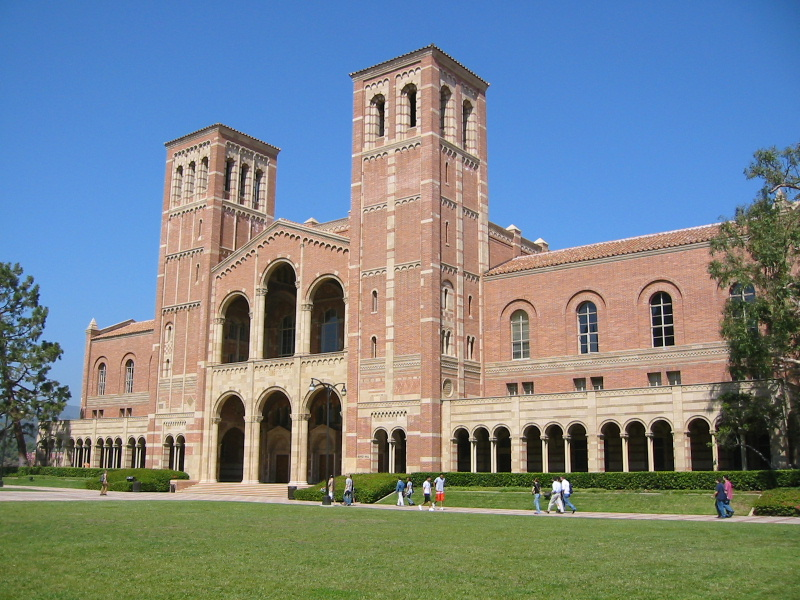
Edifício principal da Universidade da Califórnia, Los Angeles, EUA
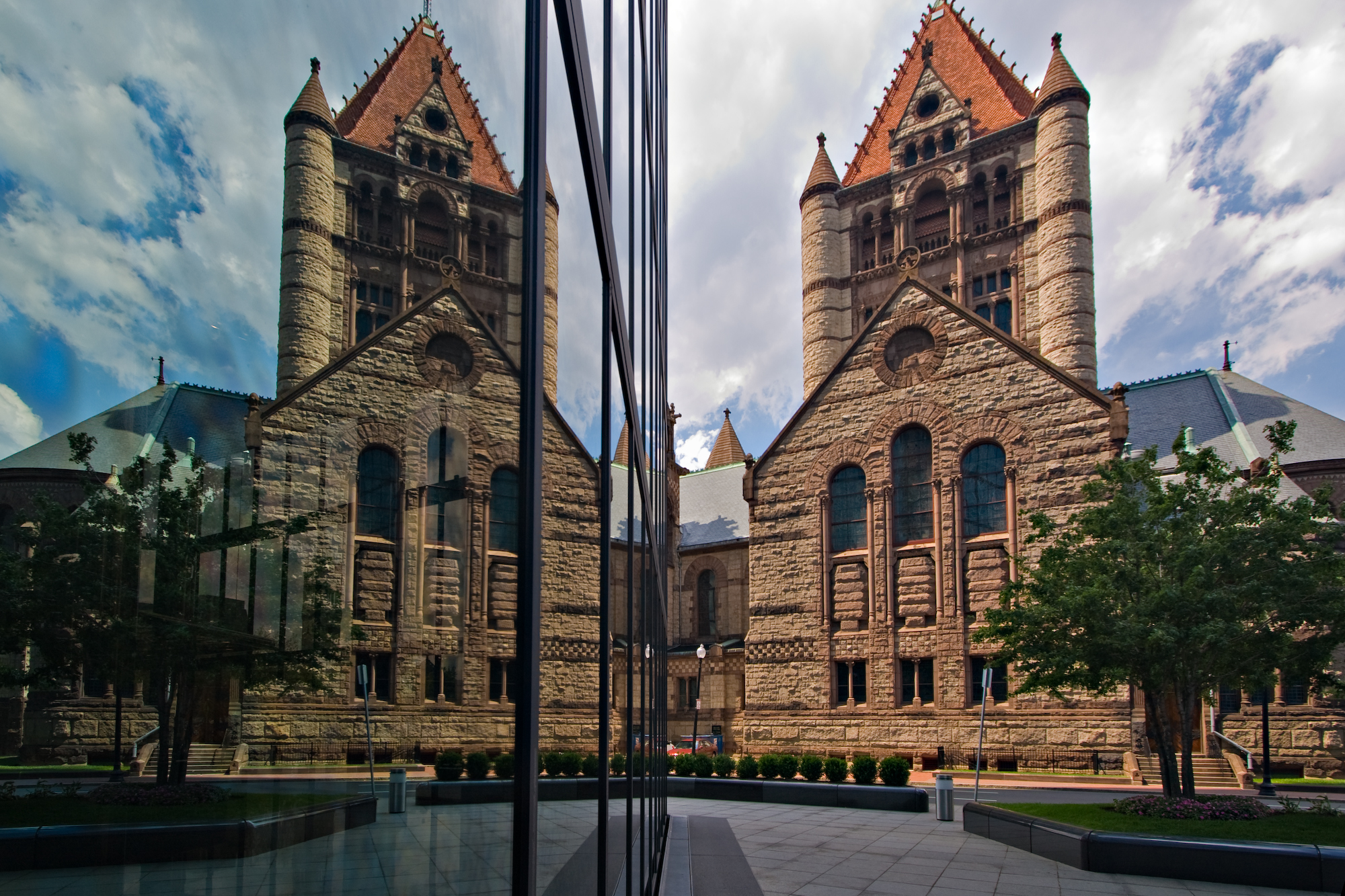
Igreja da Trindade (1872-77), Boston, EUA
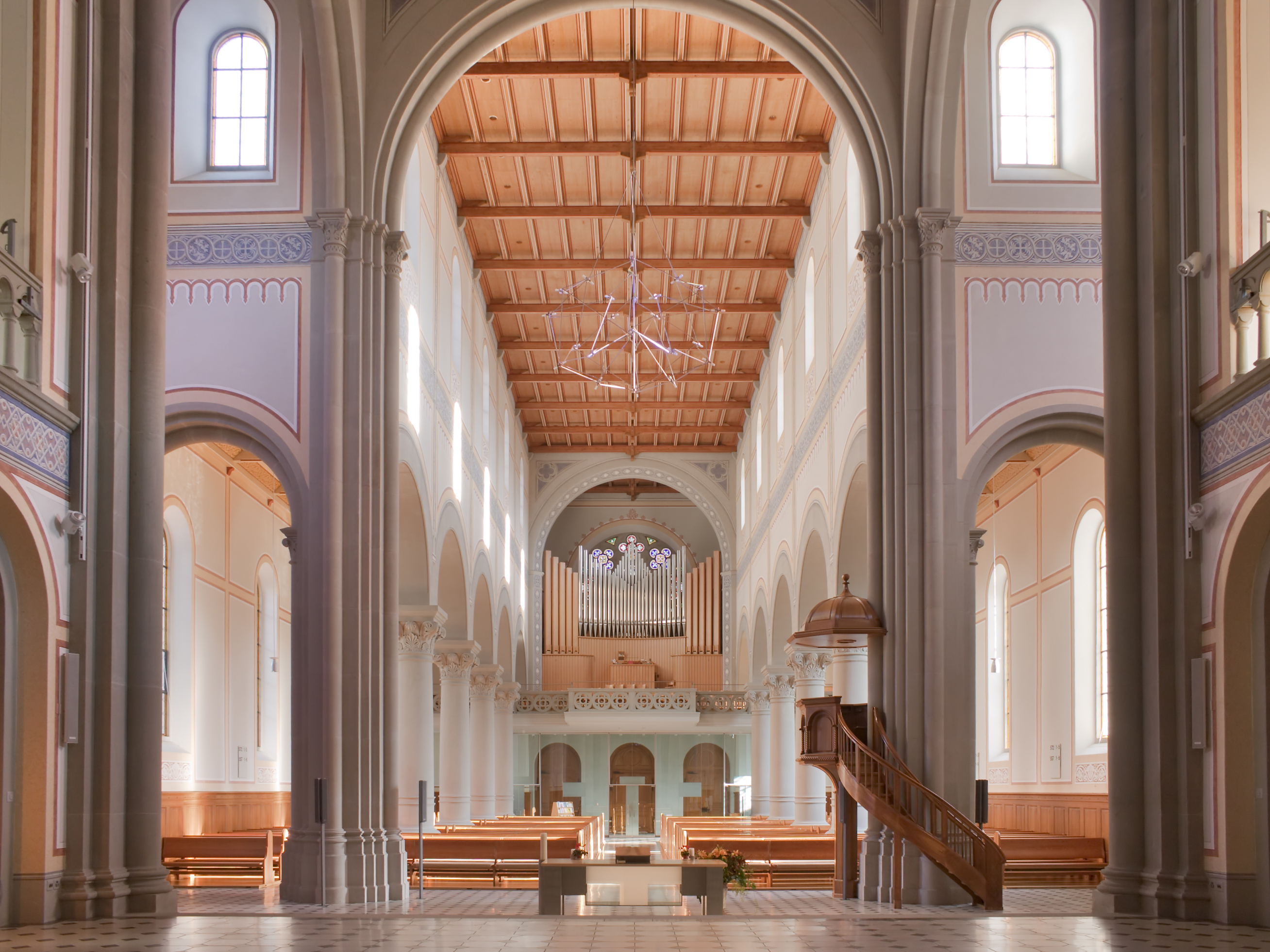
Interior da Igreja de Glarona (1863-66), Suíça
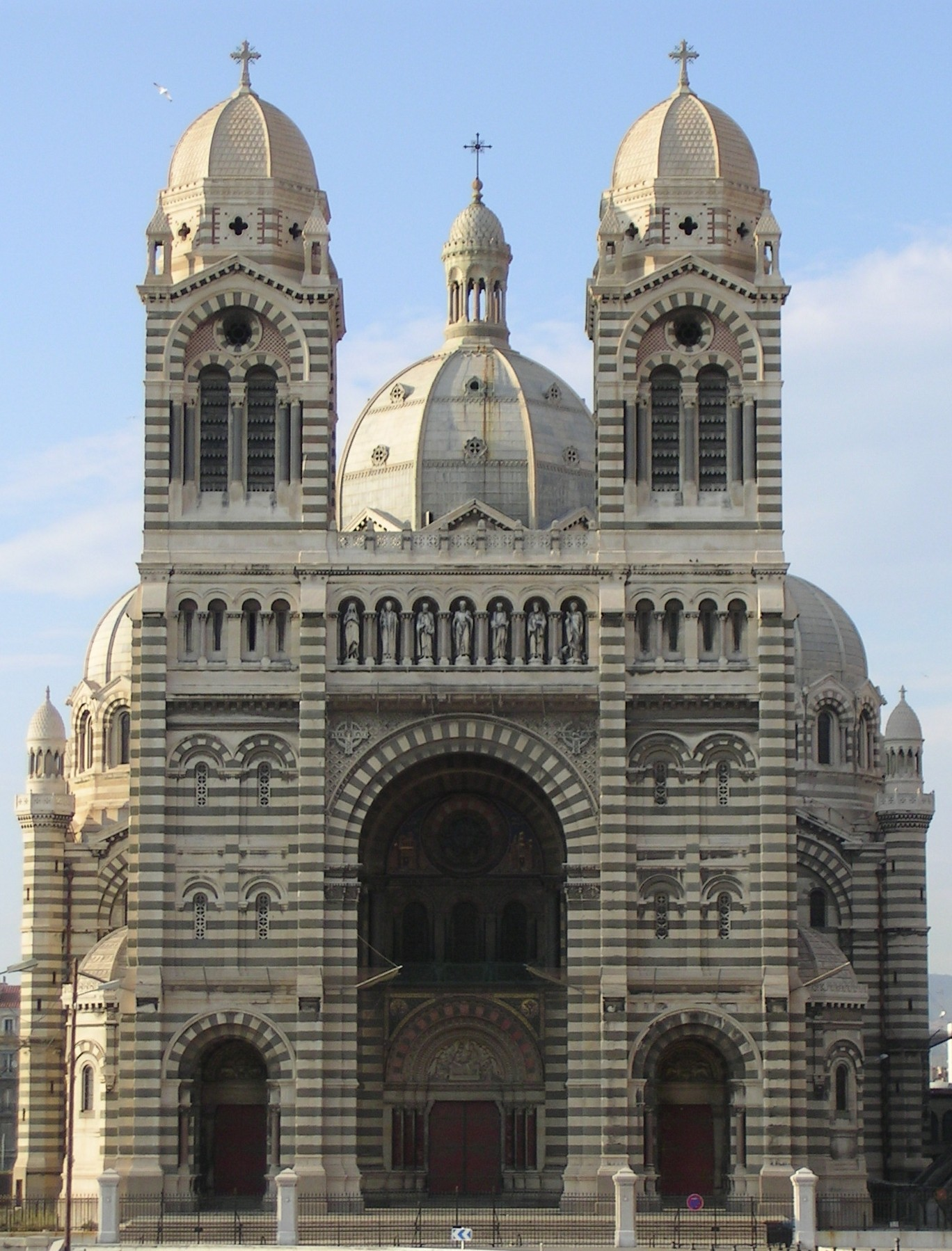
Catedral de Marselha (1852-93), França
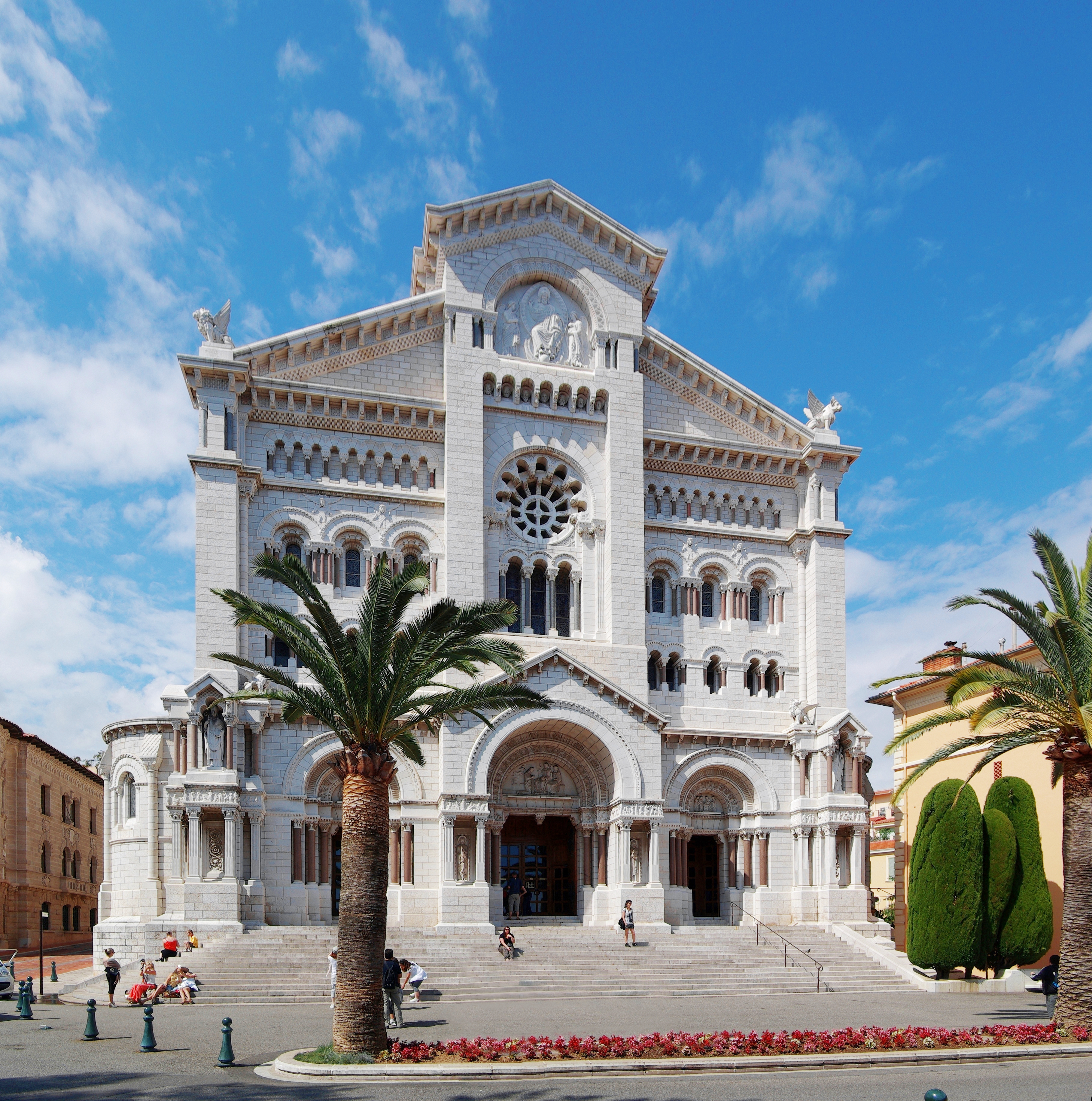
Catedral do Principado de Mônaco (1875-1903)
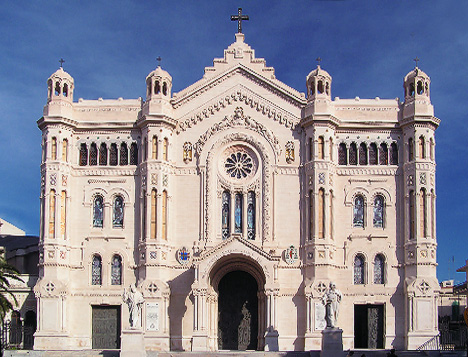
Catedral de Reggio di Calabria (1917-28), Itália
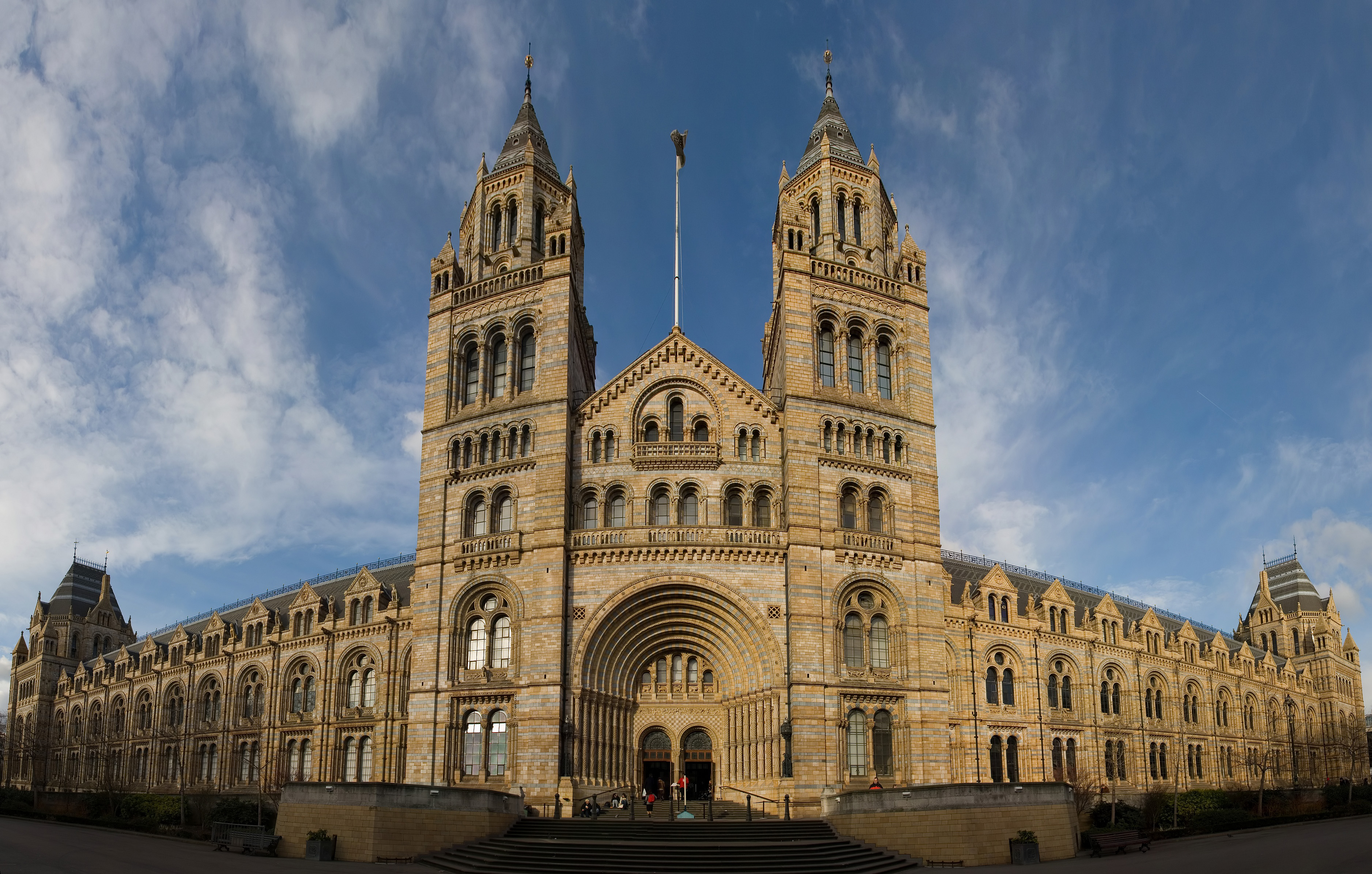
Museu de História Natural de Londres (1873-1880), Reino Unido
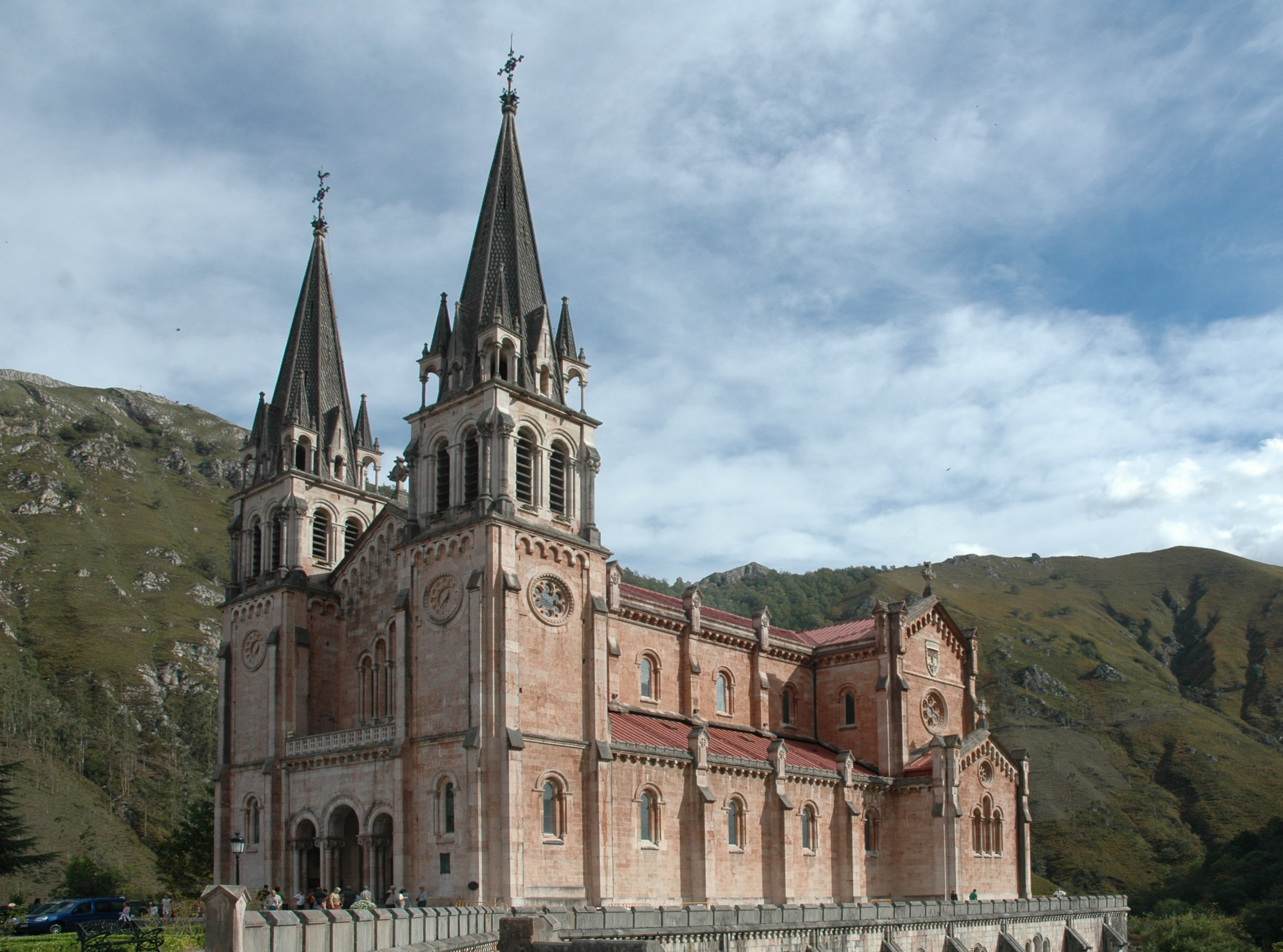
Basílica de Nossa Senhora de Covadonga (1877-1901), Espanha
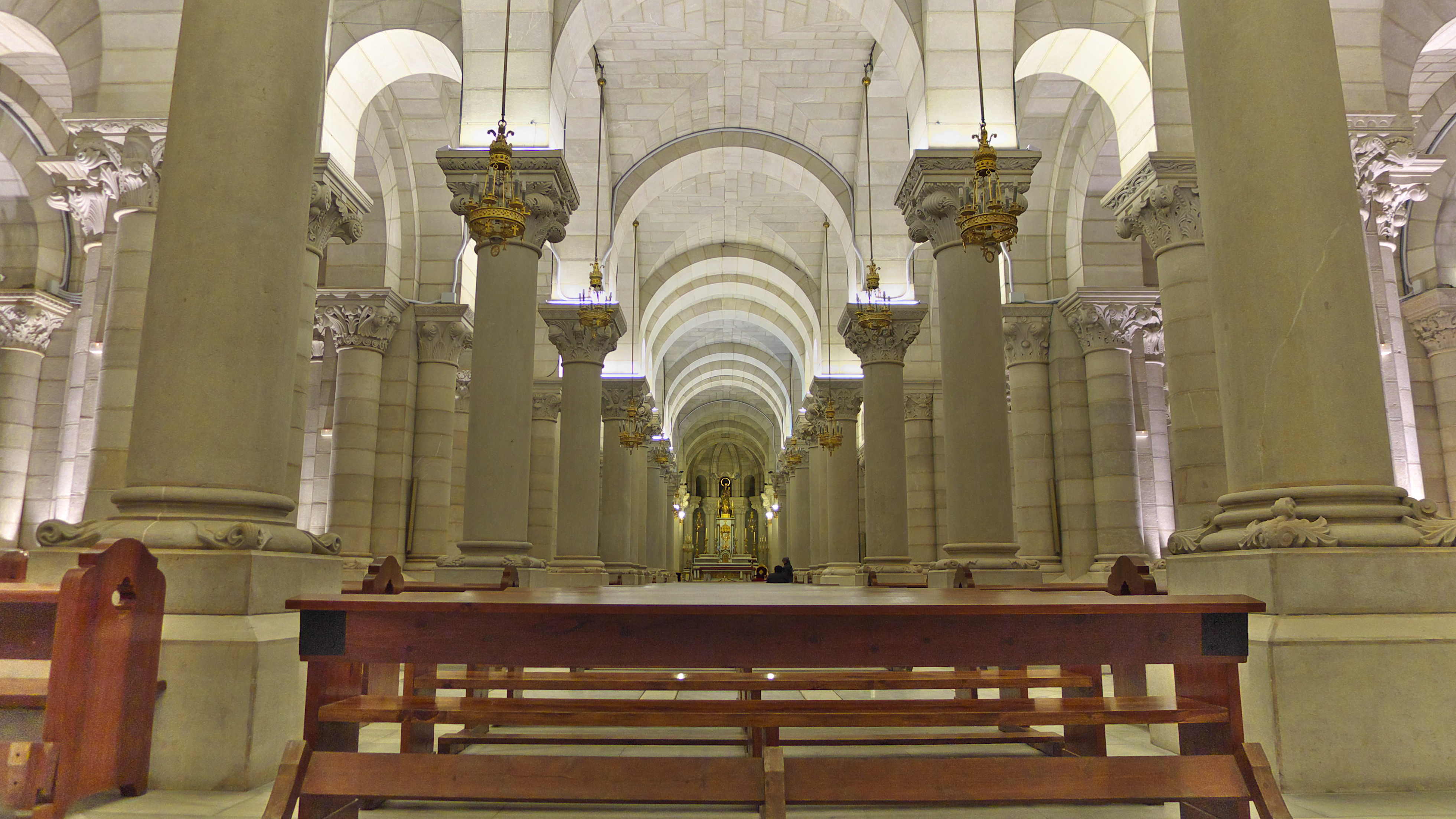
Cripta da Catedral de Almudena, Madrid, Espanha
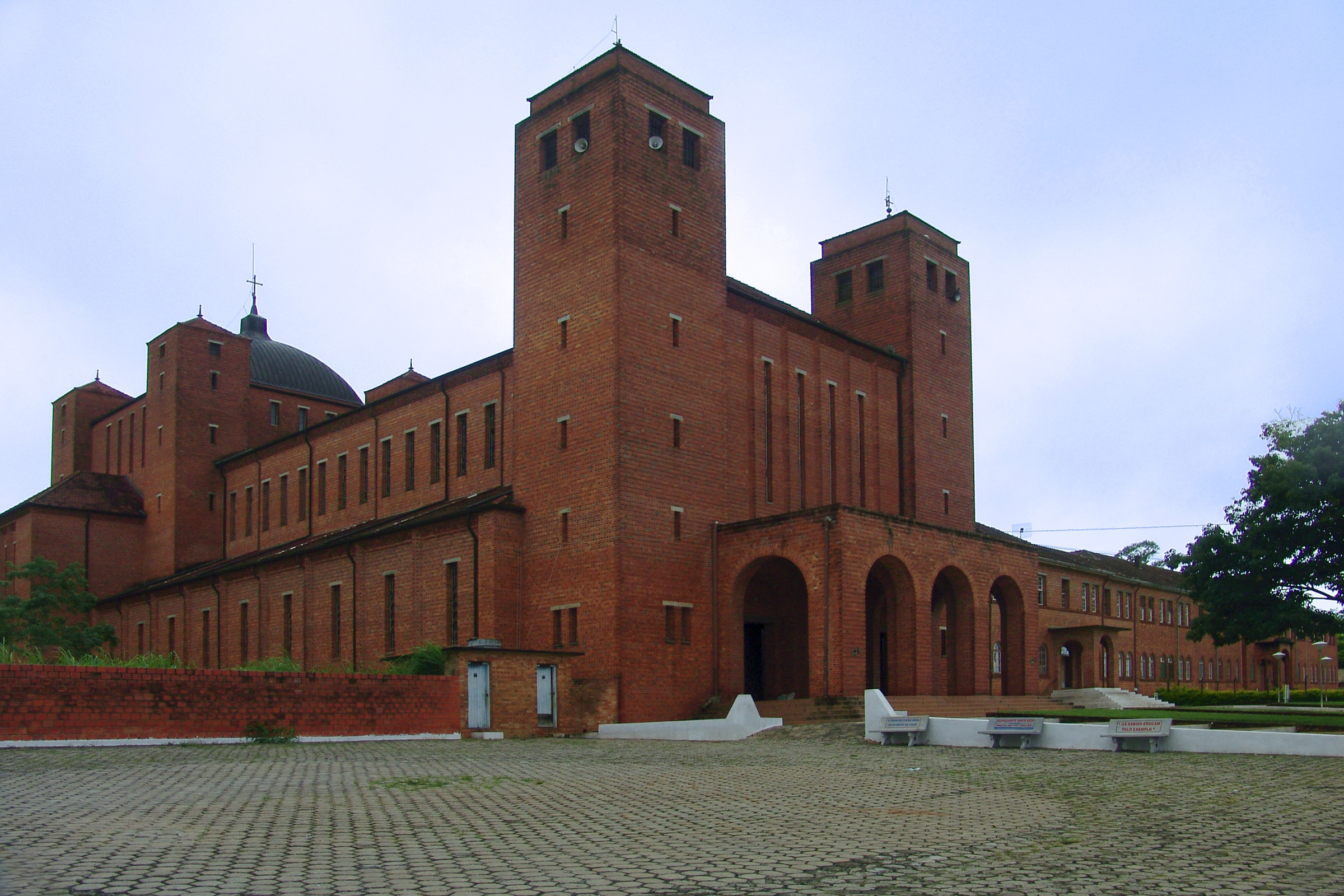
Abadia Cisterciense de Nossa Senhora da Santa Cruz em Itaporanga, SP
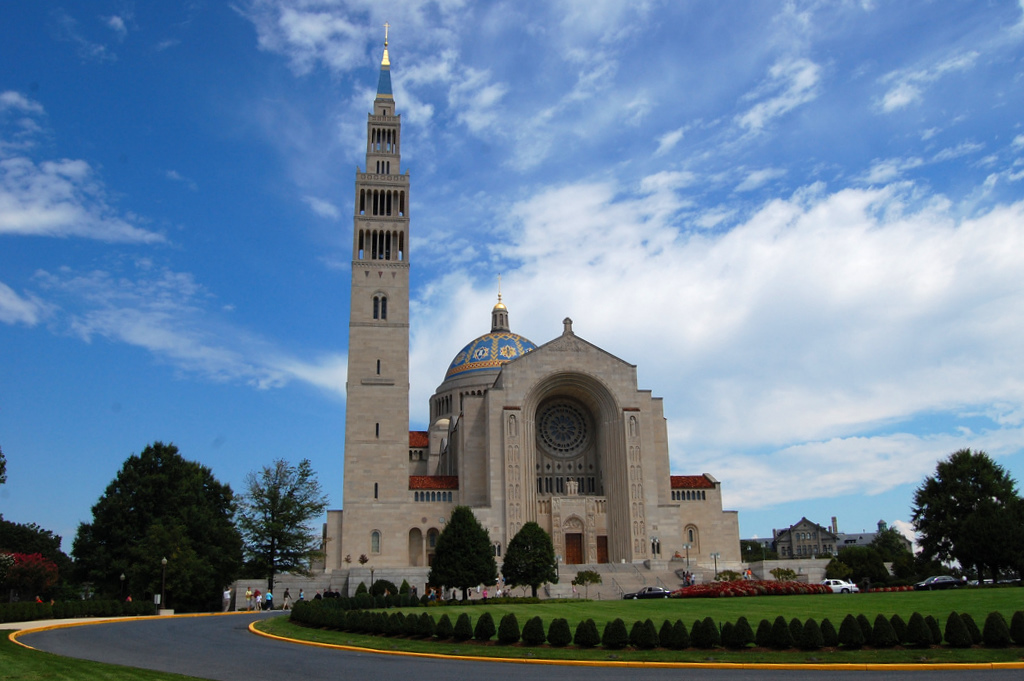
Basílica do Santuário Nacional da Imaculada Conceição em Washington, D.C., Estados Unidos